# John Banzhaf

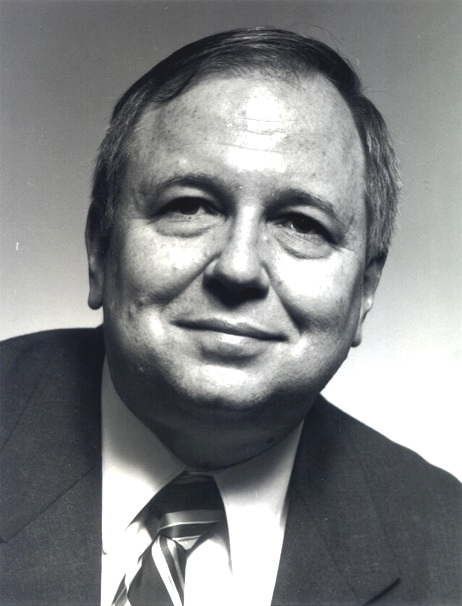
John Banzhaf

John F. Banzhaf III. (* 1940) ist ein amerikanischer Rechtsanwalt und Rechtsprofessor an der George Washington University. Banzhaf ist der strategische Kopf hinter den Schadensersatzprozessen gegen amerikanische Fast-Food- und Zigarettenkonzerne. Banzhaf beschäftigte sich zudem mit gewichteten Wahlsystemen. 1965 stellte er den Banzhaf-Machtindex auf, der auf Grundlage mathematischer Modelle die Macht der Wähler in komplexen Situationen darstellt.

## Leben
John F. Banzhaf studierte am Massachusetts Institute of Technology (MIT) Elektroingenieurwesen und hat einen Abschluss (MA) in dem Fach. Er arbeitete als Wissenschaftler und Ingenieur, veröffentlichte und reichte zwei U.S. Patent ein. Er war Herausgeber des Fachmagazins Law Review der Columbia University Law School. Banzhaf ist ein Pionier der Digital- und Technologiepolitik. Er erkannte frühzeitig die gesellschaftlichen Auswirkungen und die Notwendigkeit zur Regulierung von neuen Technologien. Banzhaf beantragte das erste Copyright auf ein Computerprogramm.
Banzhaf trainiert das GWU Volleyball-Team.